# Денисово (Устюженский район)
Денисово — деревня в Устюженском районе Вологодской области.
Входит в состав Залесского сельского поселения, с точки зрения административно-территориального деления — в Залесский сельсовет.
Расстояние по автодороге до районного центра Устюжны — 37 км, до центра муниципального образования деревни Малое Восное — 17 км. Ближайшие населённые пункты — Дорино, Лухнево, Ярцево.
По переписи 2002 года население — 2 человека.